# Evelin Novak
Evelin Novak (Čakovec, 1985.) je hrvatska operna pjevačica, od 2011. godine stalna članica ansambla Staatsoper u Berlinu u Njemačkoj.
Glazbenu naobrazbu započela je na klaviru. Od dvanaeste godine je uzimala satove pjevanja kod prof. Darije Hreljanović. Već sa 16 je osvojila dva prva mjesta na važnim natjecanjima u Hrvatskoj. Sa 17 je najmlađa studentica na Glazbenoj akademiji u Grazu gdje je briljirala na koncertu najboljih studenata. Potom slijedi studij pjevanja na Državnoj visokoj školi za glazbu i teatar u Stuttgartu. Tamo joj je učiteljica pjevanja bila poznata hrvatska operna pjevačica prof. Dunja Vejzović u čijoj klasi je i diplomirala u veljači 2008. godine.
Mlada sopranistica je nositeljica prvih nagrada više natjecanja: 2005. u Zagrebu, 2006. u Veneciji i natjecanja Belkanto, 2007. Anneliese Rothenberger nagrada na otoku Mainau i 2008. Natjecanje Lions Cluba. Sudjelovala je i na brojnim koncertima u Njemačkoj, Stuttgartu, Ludwigsburgu, povijesnom gradskom teatru Weissenhorn. Najzapaženiji njen nastup je u milanskoj Scali, ožujka 2010.
Njen repertoar se sastoji od skladbi baroka do moderne, pjeva skladbe, oratorije, opere, operete. Njene su uloge Mimi u Puccinijevom La Bohème, Micaela u Bizetovoj Carmen, Traviata, Euridika, Rusalka. Od 2009. godine je članica Internacionalnog opernog studija Staatsoper u Berlinu a od 2011. godine je stalna članica ansambla Staatsoper u Berlinu. 
Ova vrlo angažirana glazbenica pronađe vremena i za druženja i nastupe među Hrvatima u njemačkoj metropoli. Nastupa često i na bini dvorca Charlottenburg gdje jedanput godišnje, glazbene susrete hrvatskih umjetnika koji žive i rade u Njemačkoj, pod nazivom "Blistava noć klasike" organizira Savez hrvatskih društava Berlina. 
Koncem ttravnja 2018. prvi je put nastupila u HNK u Zagrebu, na poziv intendantice Dubravke Vrgoč.